# Liste des souverains zoulous
Cette liste des souverains zoulous énumère les chefs et rois des Zoulous depuis leur plus ancienne histoire connue jusqu'à l'actuel monarque,,. Ils sont désignés par le terme zoulou ingonyama qui signifie « lion ».

## Chefs des Zoulous avant 1816
- Mnguni ;
- Nkosinkulu ;
- Mdlani ;
- Luzumana ;
- Malandela kaLuzumana, fils de Luzumana ;
- Ntombela kaMalandela, fils de Malandela ;
- Zulu kaNtombela, fils de Ntombela, fondateur du clan vers 1709 ;
- Gumede kaZulu, fils de Zulu ;
- Phunga kaGumede, fils de Gumede ;
- Mageba kaGumede (vers 1667 - vers 1745), fils de Gumede, chef du clan zoulou d'environ 1727 à environ 1745 ;
- Ndaba kaMageba, fils de Mageba, chef du clan zoulou d'environ 1745 à 1763 ;
- Jama kaNdaba (vers 1757-1781), fils de Ndaba, chef du clan zoulou de 1763 à 1781 ;
- Senzangakhona kaJama (vers 1762-1816), fils de Jama, chef du clan zoulou de 1781 à 1816 ;
- Sigujana kaSenzangakhona (mort en 1816), fils de Senzangakhona, chef du clan zoulou en 1816.

## Rois des Zoulous de 1816 à aujourd'hui

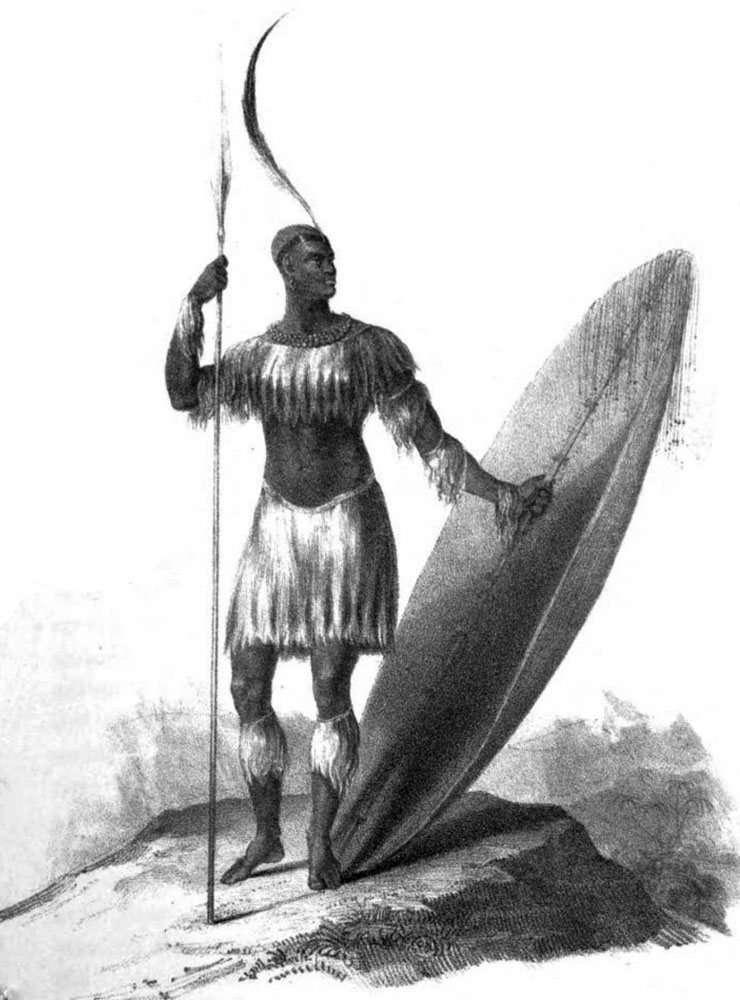
Chaka kaSenzangakhona (vers 1787-1828)

### Royaume zoulou (indépendant, 1816-1879)
- Chaka kaSenzangakhona (vers 1787-1828), fils de Senzangakona, roi de 1816 à 1828 ;
- Dingane kaSenzangakhona (vers 1795-1840), fils de Senzangakhona et demi-frère de Chaka, roi de 1828 à 1840 ;
- Mpande kaSenzangakhona (1798-1872), fils de Senzangakhona et demi-frère de Chaka et Dingane, roi de 1840 à 1872 ;
- Cetshwayo kaMpande (1834-1884), fils de Mpande, roi de 1872 à 1879.

### KwaZulu-Natal (dépendance de l'Afrique du Sud depuis 1883)
- Cetshwayo kaMpande (1834-1884), fils de Mpande, roi de 1883 à 1884 ;
- Dinuzulu kaCetshwayo (1868-1913), fils de Cetshwayo kaMpande, roi de 1884 à 1913 ;
- Solomon kaDinuzulu (1890-1933), fils de Dinuzulu kaCetshwayo, roi de 1913 à 1933 ;
- Cyprian Bhekuzulu kaSolomon (1924-1968), fils de Solomon kaDinuzulu, roi de 1948 à 1968 ;
- Goodwill Zwelithini kaBhekuzulu (1948-2021), fils de Cyprian Bhekuzulu kaSolomon, roi de 1971 à 2021.
- Mantfombi Dlamini (en) (1956-2021), femme de Goodwill Zwelithini kaBhekuzulu, régente de mars à avril 2021.
- Misuzulu Sinqobile kaZwelithini (né en 1974), fils de Goodwill Zwelithini kaBhekuzulu, roi depuis 2021.